# Žďár nad Metují
Žďár nad Metují é uma comuna checa localizada na região de Hradec Králové, distrito de Náchod‎.